# Петит (Оклахома)
Петит (енгл. Pettit) насељено је место без административног статуса у америчкој савезној држави Оклахома.

## Демографија
По попису из 2010. године број становника је 954, што је 183 (23,7%) становника више него 2000. године.
| Група             | 2000.       | 2010.       |
| Белци             | 494 (64,1%) | 603 (63,2%) |
| Афроамериканци    | 1 (0,1%)    | 1 (0,1%)    |
| Азијати           | 0 (0,0%)    | 0 (0,0%)    |
| Хиспаноамериканци | 8 (1,0%)    | 12 (1,3%)   |
| Укупно            | 771         | 954         |